# Emma Goldman
Emma Goldman, ameriška anarhistka, * 27. junij 1869, † 14. maj 1940.
Emma Goldman je bila znana po svojem političnem aktivizmu, pisanju in govorih. Igrala je glavno vlogo v razvoju anarhistične politične filozofije v Severni Ameriki in Evropi v prvi polovici 20. stoletja.